# Faeton žlutozobý
Faeton žlutozobý (Phaethon lepturus) je mořský pták z čeledi faetonovití. Jedná se o nejmenšího a nejběžněji se vyskytujícího faetona.

## Systematika
Druh popsal francouzský zoolog François Marie Daudin v roce 1802. Nejbližším příbuzným faetona žlutozobého je faeton červenoocasý (Phaethon rubricauda). Tyto druhy se od sebe oddělily někdy před 4 miliony lety. Rozeznává se 6 poddruhů s následujícím výskytem:
- P. l. lepturus – tropický Indický oceán.
- P. l. fulvus – Velikonoční ostrov.
- P. l. dorotheae – tropický západní Pacifik.
- P. l. catesbyi – Bermudy a Karibik.
- P. l. ascensionis – Ascension a Fernando de Noronha.
- P. l. europae – Europa.

## Popis
Tento nejmenší zástupce faetonů dosahuje délky těla kolem 40 cm. Dalších 30 cm má dlouhý ocas. Rozpětí křídel se pohybuje kolem 94 cm.  Většina opeření je bílá. Přes oko se táhne černý pásek. Částečně černé jsou i koncové ruční letky a ramenní perutě. Extra prodloužená středová ocasní pera jsou bílá nebo žlutá, jejich ostny jsou černé. Oči jsou tmavě hnědé, zobák zelenavě žlutý až oranžový, nohy bílé až namodralé, a prsty včetně blán jsou černé. Nedospělí jedinci postrádají prodloužená ocasní pera.

## Výskyt

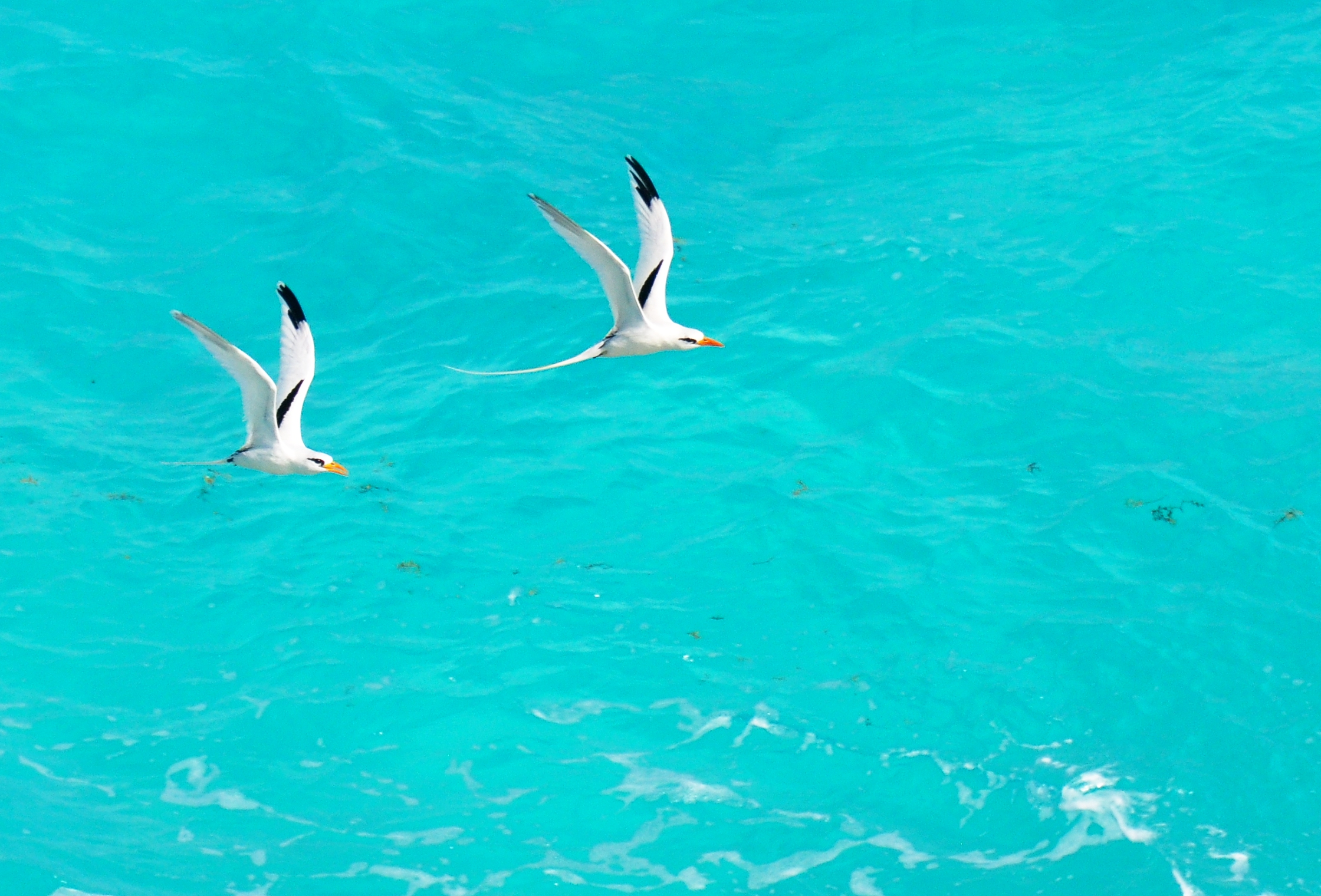
Dvojice faetonů žlutozobých v letu

Faetona žlutozobého lze nalézt napříč většinou tropických oceánů. Vyskytuje se v oblastech jižního Indického oceánu, západního a středního Pacifiku i jižního a středozápadního Atlantiku. Vzhledem k širokému geografickému rozptylu obývá řadu států. Jedná se převážně o pelagický druh, tzn. vyskytuje se hlavně na otevřeném moři, avšak v některých oblastech může zalétat i blíže k pobřeží, zvláště v případě výskytu potravy. Hnízdí na malých ostrovech na nepřístupných útesech, občas i v dutinách stromů. Celková populace se odhaduje na méně než 400 000 dospělců.

## Biologie a chování

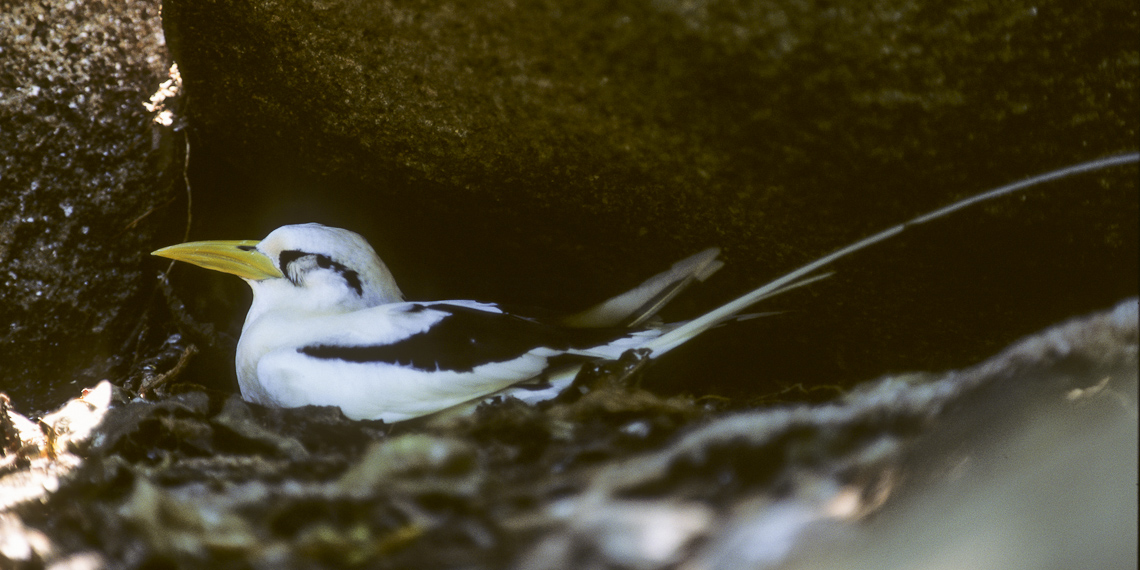
Dospělec na hnízdě (Seychely)

Na moři je tichý, v době hnízdění se projevuje skřípavými drsnými tóny i píšťalkovitým pískáním. Živí se malými rybami, hlavně laetounovitými. Občas sezobne i hlavonožce nebo korýše. Většinu potravy získává vrháním se do moře z výšky kolem 20 m nad hladinou. Letounovité může ulovit i při jejich výskocích nad hladinou.
K zahnízdění může dojít po celý rok. Hnízdo si nestaví, vejce jsou kladena na dno stromové dutiny či do skalní škvíry. Samice klade jen jedno bílé vejce pokryté tmavě hnědofialovými skvrnami. Rozměry vajec bývají 50×36 mm. Inkubace oběma partnery trvá kolem 41 dní. Mládě bývá zahříváno oběma partnery po dobu několika dní, načež bývá mládě ponecháno většinu dne o samotě. Rodiče se několikrát denně vrací mládě nakrmit. Mláďata vylétávají z hnízda ve věku kolem 10–15 týdnů.

## Ohrožení
Druh je hodnocen jako málo dotčený, nicméně jeho populace je na ústupu vlivem predace invazivních živočichů. K ohrožením patří i ropné skvrny. Na Bermudách hurikány Dean (1989) a Felix (1995) zapříčinily zánik 30–50 % hnízdišť faetonů žlutozobých.